# 梅森 (伊利諾伊州)
梅森（英語：Mason）是一個位於美國伊利諾伊州埃芬漢縣的城鎮。

## 地理
梅森的座標為38°57′09″N 88°37′35″W / 38.95250°N 88.62639°W，而該地的平均海拔高度為177米（即581英尺）。

## 人口
根據2010年美國人口普查的數據，梅森的面積為3.35平方千米，當中陸地面積為3.33平方千米，而水域面積為0.02平方千米。當地共有人口345人，而人口密度為每平方千米103人。